# Număr de oxidare
Numărul de oxidare sau starea de oxidare se definește ca suma sarcinilor pozitive și negative ale unui atom, care indică indirect numărul de electroni pe care atomul i-a acceptat sau cedat. Numărul de oxidare este o aproximare conceptuală, utilă de exemplu când au loc procese de oxidare sau reducere.
Protonii unui atom sunt încărcați pozitiv, această sarcină fiind compensată de cea negativă a electronilor; dacă numărul de protoni și de electroni este același într-un atom, acesta este electric neutru.
Dacă atomul cedează un electron, sarcinile pozitive ale protonilor nu mai sunt compensate, nefiind destui electroni. În acest mod se obține un ion cu sarcină pozitivă (cation), A+, despre care spunem că este un ion monopozitiv; numărul său de oxidare este +1. În schimb, dacă atomul acceptă un electron, protonii nu mai compensează sarcina electronilor, obținându-se un ion mononegativ, A-. De asemenea, atomul poate ceda un număr mai mare de electroni, rezultând ioni dipozitivi, tripozitivi, etc. În același mod, poate să accepte un număr mai mare de electroni, obținându-se ioni dinegativi, trinegativi, etc.
Numărul de oxidare este înscris de obicei, între paranteze, imediat după elementul despre care este vorba. De exemplu, un ion cu număr de oxidare +3, Fe3+, se va scrie în acest mod: fier (III). Oxidul de mangan, Mn2O7, se numește "oxid de mangan (VII)" (numărul de oxidare al manganului fiind +7); în acest fel se poate face diferențierea de alți oxizi. În aceste cazuri nu este necesară indicarea tipului sarcinii ionului, adică dacă ionul este pozitiv sau negativ.
În formula chimică, numărul de oxidare al ionilor se indică printr-un supra-indice după simbolul elementului, cum s-a văzut la Fe3+, sau de exemplu la oxigen (II), O2-. Nu se indică numărul de oxidare în cazul în care elementul este neutru.
Formula următoare prezintă molecula de iod, I2, acceptând doi electroni, modalitate prin care va prezenta un număr de oxidare de -1:
```
I
2
 + 2e
-
 → 2I
-
```

Când se scriu reacții chimice, următoarele reguli permit obținerea numărului de oxidare, pe care îl prezintă fiecare element:
- La atomii care împart un electron, se consideră că atomul cu o electronegativitate mai mare acceptă electronul și celălalt îl cedează.
- Dacă atomii sunt egali, se consideră că electronul este împărțit.

Câteodată, nu este clar ce număr de oxidare au ionii unei molecule. De exemplu, în molecula de Cr(OH)3, nu ni se indică niciun număr de oxidare, dar există o legătură ionică. Din acest motiv, există câteva reguli ce ajută în determinarea numărului de oxidare al fiecărui ion:
- Numărul de oxidare al atomilor neutri este egal cu zero.
- În moleculele neutre, suma numerelor de oxidare ale elementelor ce o formează dă zero.
- Fluorul are întotdeauna numărul de oxidare -1 (este vorba de un atom foarte electronegativ).
- Oxigenul tinde să aibă un singur număr de oxidare, și anume -2, cu unele excepții:
  - în prezența fluorului, care va avea numărul de oxidare -1.
  - Când sunt legături între atomii de oxigen, un oxigen neutralizează sarcina unui altuia.
  - În peroxizi, de exemplu, în apa oxigenată (peroxidul de hidrogen), H2O2, unde avem O22-, deoarece se consideră că atomul de oxigen are numărul de oxidare -1.
  - În superoxizi; -1/2.
- Ionii elementelor din grupa I A a tabelului periodic au numărul de oxidare +1 în compuși.
- Ionii elementelor din grupa a II-a A a tabelului periodic au numărul de oxidare +2 în compuși.
- Halogenii au în mod normal numărul de oxidare -1 (cu excepția cazului în care se combină cu atomii așa de electronegativi ca și ei, precum oxigenul sau alți halogeni).
- Hidrogenul are numărul de oxidare +1, cu excepția cazului în care formează hidruri metalice.

De exemplu, în compusul Cr(OH)3, oxigenul are numărul de oxidare -2 iar hidrogenul +1. De aceea, gruparea hidroxil are o sarcină negativă (-2+1), fapt pentru care se scrie, dacă nu formează un compus, ca OH-. Deci, în Cr(OH)3 există trei hidroxizi, pentru că există trei sarcini negative care neutralizează ionul de crom, atât timp cât este vorba de un ion tripozitiv, Cr3+.